# Brouay
Brouay är en kommun i departementet Calvados i regionen Normandie i norra Frankrike. Kommunen ligger i kantonen Tilly-sur-Seulles som ligger i arrondissementet Caen. År 2018 hade Brouay 489 invånare.

## Befolkningsutveckling
Antalet invånare i kommunen Brouay
Referens: INSEE